# Kristján L. Möller

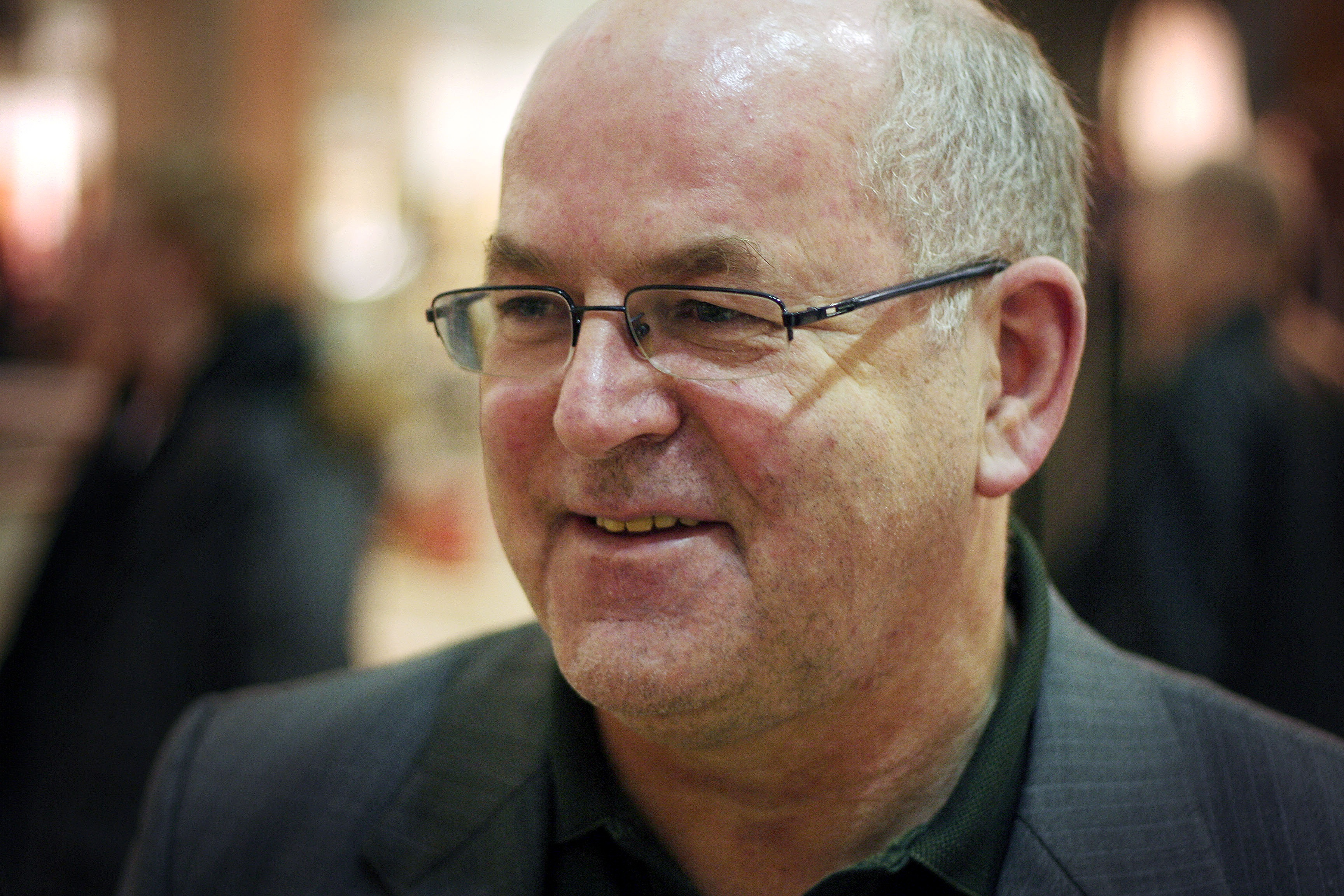
Kristján L. Möller, 2007

Kristján Lúðvík Möller (* 26. Juni 1953 in Siglufjörður) ist ein isländischer Politiker der sozialdemokratischen Allianz. 
Von 1999 bis 2016 war Kristján Lúðvík Möller Abgeordneter des isländischen Parlaments Althing. Zunächst vertrat er den alten nordwestlichen Wahlkreis, seit der Neueinteilung der Wahlkreise 2003 wurde er vom Nordöstlichen Wahlkreis entsandt. Er war von 2003 bis 2007 Vizevorsitzender der Parlamentsgruppe der Allianz. Kristján Lúðvík war von 2007 bis 2010 Minister für Verkehr, Kommunikation und Kommunen. Von 2010 bis 2013 stand er in der Vizepräsidentschaft des Althings an dritter Stelle, seit 2013 war er erster Vize-Parlamentspräsident. Zuletzt war er Mitglied des Parlamentsausschusses für Gewerbeangelegenheiten sowie des Sonderausschusses für die Geschäftsordnung des Parlaments.
Kristján L. Möller hatte angekündigt, zur Parlamentswahl in Island 2016 nicht mehr anzutreten. Auf der Liste der Allianz für den Nordöstlichen Wahlkreis stand er an letzter Stelle. Nur ein Kandidat der Allianz, Logi Már Einarsson, erhielt in diesem Wahlkreis einen Sitz im Althing.